# ロジック・システム
ロジック・システム（LOGIC SYSTEM）は1981年に結成された日本の音楽ユニット。

## 概要
当時、イエロー・マジック・オーケストラ（YMO）のマニピュレーターとして活動していた松武秀樹が結成した音楽ユニットである。ジャンルとしてはYMOと同じくテクノポップであり、海外でもシングルやアルバムが発売された。
1981年から1982年までに東芝EMI（現：ユニバーサル ミュージック ジャパン）のEXPRESSから3枚のスタジオ・アルバムを発表し、その後はしばらく活動休止状態であったが、1991年に編曲家の入江純を迎えて活動再開。アルファレコード（現：ソニー・ミュージックレーベルズ）からサウンドトラックを含む3枚のアルバムを発表した。 またその後も「ブリッジ・レーベル」などで活動を続けている。
楽曲に関してのメンバーの主な担当は、当初はアルバムや楽曲ごとにアレンジャー（川上了、石田勝範、清水信之、大村雅朗、大村憲司、後藤次利ら）を起用していたが、1991年以降は入江純が楽曲のアレンジ、松武秀樹がオペレーター、コンピュータープログラムといった担当であり、入江はライブには参加していない。
2020年、約12年ぶりにアルバム『TECHNASMA』を発表、メインコンポーザーは「山口美央子」が務めた。

## ディスコグラフィ

### シングル
- Domino Dance/Unit（両曲共に作曲・編曲：川上了）（1981年6月 東芝EMI）
- 哀愁のオリエント急行 (Orient Express)（作曲：筒美京平 / 編曲：大村雅朗）B面：Be Yourself〈第二作「VENUS」収録曲〉（作曲：Anethan East / 編曲：石田勝範）（1982年5月21日 東芝EMI ETP-17349）
- ライディーン (風と水の思想) / Let's Take A Coffee (Coffee Rumba) （1991年 Alfa）
- 上海月夜 / 上海月夜 (上海反転新解釈)（1992年 Alfa）
- 万葉伝説 / 上海月夜（1992年 Alfa）
- Clash（2011年 エンドレス・ファイト）

### アルバム
- Logic （1981年6月 東芝EMI）
- Venus （1981年 東芝EMI）
- 東方快車 〜Orient Express〜 （1982年 東芝EMI）
- To・Gen・Kyo （1991年 Alfa）
- Space Polyphony （1992年 Alfa）
- Patch Work （2003年 ブリッジ） - ロジック・システム活動休止期間（1983年～1990年）の未発表曲やセルフカバー曲を収録。
- Everything Is In The Nature （2005年 ブリッジ）
- Tansu Matrix （2008年 ブリッジ）
- TECHNASMA （2020年 Pinewaves）

### サウンドトラック
- 感動エクスプレス Vol.1 （1993年 Alfa）
- Mystery Of Life （1993年 Alfa）

### ベストアルバム
- History Of Logic System （2003年 ブリッジ）
- Sequentital Work （2004年 ブリッジ）

### リミックスアルバム
- RMXLOGIX (with special tracks) （2011年 MOTION±）
- RMXLOGIX Vol.2 (with special tracks) （2012年 MOTION±）

### ライブアルバム
- Electric Carnaval 1982 Logic System （2010年 ブリッジ）

### タイアップ曲
| 楽曲                             | タイアップ                                                        | 時期   |
| -------------------------------- | ----------------------------------------------------------------- | ------ |
| Person to Person                 | 東洋工業（現・マツダ）『マツダ・ルーチェ』（4代目前期型）CM使用曲 | 1981年 |
| 哀愁のオリエント急行             | 東洋工業（現・マツダ）『マツダ・ルーチェ』（4代目前期型）CM使用曲 | 1982年 |
| ジョルジュ・ナゲルマケールスの夢 | 『AM3:00の恐怖』オープニングテーマ                                | 1987年 |